# オルジェイトゥ (キプチャク部)
オルジェイトゥ・バートル（モンゴル語: Ölǰeitü baγatur,中国語: 完者都抜都、1240 - 1298年）とは、キプチャク部出身で、13世紀末に大元ウルスに仕えた人物。『元史』などの漢文史料では完者都抜都(wánzhĕdōubádōu)と記される。

## 名称
オルジェイトゥはキプチャク草原に住まうキプチャク人の出で、父のカラ・ホージャ（哈剌火者）はモンケがキプチャク草原・カフカース方面に進出した時に帰参した人物であった。オルジェイトゥは腹にまで届く長髯の持ち主で、文武両道で正義感の強い人物であったという。
1256年（丙辰）よりオルジェイトゥはクビライを総司令とする南宋遠征軍に従軍し、1259年（己未）に皇帝モンケ急死の中で起こった鄂州の戦いでは真っ先に登城する功績を挙げた。その後、中統3年（1262年）には諸王カビチの下で李璮の乱鎮圧に貢献し、至元元年（1264年）にはカビチの口添えもあってクビライから特別に恩賜がなされた。
至元4年（1267年）より南宋遠征に従軍し、襄陽・樊城の戦いではアジュの指揮下に入り水・陸両面の戦いで功績を挙げた。南宋の平定後、オルジェイトゥの武功を賞して「バートル」の称号が与えられ、懐遠大将軍・高郵路総管府ダルガチとされた。
大徳2年（1298年）11月、59歳で亡くなった。息子が14人、孫が24人いたという。
なお、『元史』巻131列伝18完者都伝と『元史』巻133列伝20完者都抜都伝は同一人物（オルジェイトゥ・バートル）の列伝を重複して載せてしまったものである。